# Leulumoega

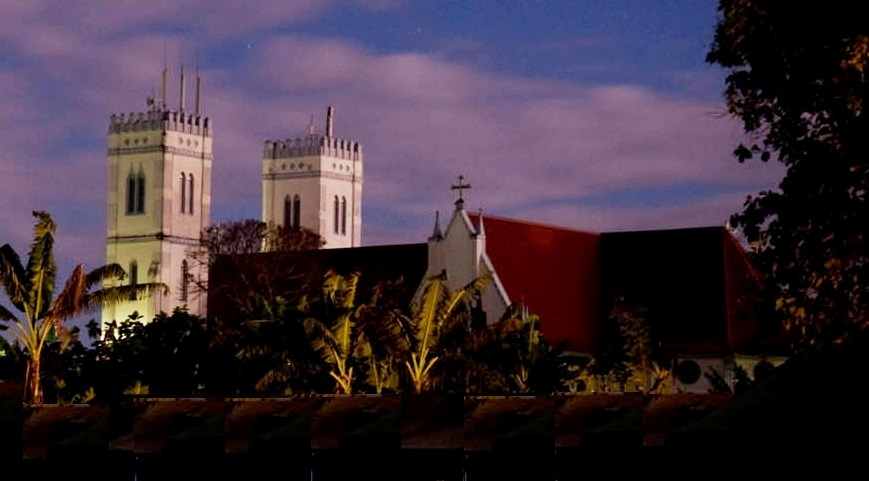
Basilica Sancta Ana

Leulumoega ist ein Ort und das traditionelle Zentrum der Provinz Aʻana im Westen der Insel Upolu, Teil von Samoa. Die Gemeinde an der Nordküste hatte 2016 eine Einwohnerzahl von 1184.
Im Ort liegt die römisch-katholische Sancta Ana Basilica, die seit 2009 den Titel einer Basilica minor trägt.